# Tamarix canariensis
Tamarix canariensis é uma espécie de planta com flor pertencente à família Tamaricaceae. 
A autoridade científica da espécie é Willd., tendo sido publicada em Abh. Akad. Berlin Physik. 1812–1813: 79. 1816.

## Portugal
Trata-se de uma espécie presente no território português, nomeadamente em Portugal Continental.
Em termos de naturalidade é nativa da região atrás indicada.

## Protecção
Não se encontra protegida por legislação portuguesa ou da Comunidade Europeia.